# 刘世宇
（1996年6月14日—），本名：刘世宇，中国英雄联盟职业电竞选手。他是皇族电子竞技俱乐部队长，曾带领俱乐部拿下英雄联盟职业联赛2016年春季冠军、2018年春季冠军和夏季冠军；以及2018英雄联盟季中邀请赛冠军以及2018年雅加达亚运会英雄联盟冠军。2019年7月16日，正式退役。

## 獲得獎項
- 2014年LPL最佳新星
- 2014年LSPL夏季赛冠军
- 2014年XCS联赛亚军
- 2014年全国电子竞技大赛冠军
- 2014年G联赛亚军
- 2015年LPL春季赛八强
- 2016年LPL春季赛冠军
- 2016年MSI季中邀请赛亚军
- 2016年LPL夏季赛亚军
- 2018年获得MSI季中赛冠军
- 2018年LPL春季赛冠军
- 2018年LPL夏季赛冠军
- 2018年雅加达亚运会英雄联盟冠军